# 사카모토 마사타카
사카모토 마사타카(일본어: 坂本 將貴, 1978년 2월 24일 ~ )는 일본의 전 축구 선수이다.

## 구단 경력
과거 제프 유나이티드 지바, 알비렉스 니가타에서 활동하였다.